# Anagalli, Mysore
Anagalli là một làng thuộc tehsil Mysore, huyện Mysore, bang Karnataka, Ấn Độ.